# Karen Palacios
Karen Palacios Pérez es una clarinetista venezolana que formó parte del Sistema Nacional de Orquestas y de la Filarmónica Nacional de Venezuela. A Palacios se le canceló su contrato en la Orquesta Filarmónica por haber firmado a favor del referéndum revocatorio organizado por la Asamblea Nacional en 2017 y posteriormente detenida en 2019 por denunciar el hecho en su cuenta de Twitter. Karen fue liberada el 16 de julio del mismo año.

## Carrera
Palacios fue estudiante del Instituto Pedagógico de Caracas y desarrolló su carrera desde los 11 años en el Sistema Nacional de Orquestas y como integrante de la Filarmónica Nacional de Venezuela. En 2017, Palacios Pérez firmó a favor del referéndum revocatorio organizado por la Asamblea Nacional; posteriormente fue notificada de que su contrato en la Orquesta Filarmónica fue cancelado porque su postura política no era conveniente a la orquesta. Palacios denunció el hecho en su cuenta de Twitter @KrenClarinet y se hizo viral; más adelante participó en el programa de Chúo Torrealba y fue entrevistada en El Nacional, La clarinetista empezó a recibir ataques y amenazas en redes sociales y sus tuits durante las protestas empezaron a ser citados, donde expresaba enfado por la situación y hacia el abuso de los cuerpos de seguridad, siendo acusada de instigar a la violencia.

## Detención
El 1 de junio de 2019 Palacios fue detenida por funcionarios de la Dirección General de Contrainteligencia Militar (DGCIM) en su residencia en Carrizal, estado Miranda. Según sus familiares, los funcionarios se hicieron pasar por profesores de la orquesta y le dijeron que la llevarían al Centro de Atención a la Víctima, ubicada en el palacio presidencial de Miraflores, y fue acompañada por su madre. Una vez en el vehículo, fue informada que sería detenida a la sede de la DGCIM en Boleíta, “para averiguaciones”. A Palacios se le imputó el delito instigación al odio y fue recluida en el Instituto Nacional de Orientación Femenina (INOF), en Los Teques, estado Miranda, y confinada a una celda de alta peligrosidad, a pesar de tener una boleta de excarcelación fechada desde el 18 de junio. En los tribunales se le pidió a su madre que no hiciera público el caso de su hija porque «iba a ser resuelto próximamente». Un mes después, La defensa de la clarinetista fue asumida por el equipo del Foro Penal.
Karen fue liberada el 16 de julio de 2019.